# Appetite for Destruction Tour
Appetite for Destruction Tour bylo koncertní turné americké hardrockové skupiny Guns N' Roses, které propagovalo debutové album Appetite for Destruction. Během turné skupina předskakovala skupinám The Cult, Mötley Crüe, Alice Cooper, Iron Maiden a Aerosmith.

## Setlist
1. It's So Easy
2. Out Ta Get Me
3. Mr. Brownstone
4. Move to the City
5. Sweet Child O' Mine
6. My Michelle
7. Welcome to the Jungle
8. Nightrain
9. Knockin' on Heaven's Door (Dylan)
10. You're Crazy
11. Paradise City

## Sestava
Guns N' Roses
- Axl Rose – zpěv
- Slash – sólová kytara
- Izzy Stradlin – doprovodná kytara, doprovodné vokály
- Duff McKagan – baskytara, doprovodné vokály
- Steven Adler – bicí, doprovodné vokály

Nahrazující hudebníci
- Fred Coury – bicí (17. prosince 1987 – 5. ledna 1988) [Nahradil Adlera za bicími po incidentu v baru, kde si Adler při rvačce zlomil paži.]
- Kid Chaos – baskytara (27. května 1988) [Nahradil McKagana, který se ženil.]

## Seznam koncertů
| Datum                                                                           | Město                        | Stát                         | Místo                                     |
| Evropa (koncerty před turné)                                                    | Evropa (koncerty před turné) | Evropa (koncerty před turné) | Evropa (koncerty před turné)              |
| ------------------------------------------------------------------------------- | ---------------------------- | ---------------------------- | ----------------------------------------- |
| 19. června 1987                                                                 | Londýn                       | Anglie                       | Marquee Club                              |
| 22. června 1987                                                                 | Londýn                       | Anglie                       | Marquee Club                              |
| 28. června 1987                                                                 | Londýn                       | Anglie                       | Marquee Club                              |
| Severní Amerika (předskupina skupiny The Cult)                                  |                              |                              |                                           |
| 14. srpna 1987                                                                  | Halifax                      | Kanada                       | Halifax Metro Centre                      |
| 15. srpna 1987                                                                  | Moncton                      | Kanada                       | Moncton Coliseum                          |
| 17. srpna 1987                                                                  | Montréal                     | Kanada                       | Verdun Auditorium                         |
| 18. srpna 1987                                                                  | Kitchener                    | Kanada                       | Super Skate 7                             |
| 19. srpna 1987                                                                  | Toronto                      | Kanada                       | Kingswood Music Theatre                   |
| 21. srpna 1987                                                                  | Detroit                      | Spojené státy                | Detroit State Theater                     |
| 25. srpna 1987                                                                  | Winnipeg                     | Kanada                       | Winnipeg Arena                            |
| 26. srpna 1987                                                                  | Edmonton                     | Kanada                       | Edmonton Convention Centre                |
| 27. srpna 1987                                                                  | Calgary                      | Kanada                       | Max Bell Arena                            |
| 29. srpna 1987                                                                  | Vancouver                    | Kanada                       | Pacific Coliseum                          |
| 30. srpna 1987                                                                  | Seattle                      | Spojené státy                | Paramount Theatre                         |
| 2. září 1987                                                                    | San Francisco                | Spojené státy                | The Warfield                              |
| 3. září 1987                                                                    | Santa Cruz                   | Spojené státy                | Santa Cruz Civic Auditorium               |
| 4. září 1987                                                                    | San Diego                    | Spojené státy                | SDSU Open Air Theater                     |
| 5. září 1987                                                                    | Long Beach                   | Spojené státy                | Long Beach Arena                          |
| 6. září 1987                                                                    | Tucson                       | Spojené státy                | Tucson Garden                             |
| 7. září 1987                                                                    | Phoenix                      | Spojené státy                | The Mason Jar                             |
| 8. září 1987                                                                    | El Paso                      | Spojené státy                | El Paso County Coliseum                   |
| 11. září 1987                                                                   | San Antonio                  | Spojené státy                | The Sunken Gardens                        |
| 12. září 1987                                                                   | Austin                       | Spojené státy                | Palmer Auditorium                         |
| 13. září 1987                                                                   | Dallas                       | Spojené státy                | Bronco Bowl Auditorium                    |
| 16. září 1987                                                                   | Houston                      | Spojené státy                | Houston Music Hall                        |
| 17. září 1987                                                                   | New Orleans                  | Spojené státy                | Saenger Theatre                           |
| Evropa (předskupina skupiny Faster Pussycat)                                    |                              |                              |                                           |
| 29. září 1987                                                                   | Hamburk                      | Německo                      | Markthalle                                |
| 30. září 1987                                                                   | Düsseldorf                   | Německo                      | Gate 3                                    |
| 2. října 1987                                                                   | Amsterdam                    | Nizozemsko                   | Paradiso                                  |
| 4. října 1987                                                                   | Newcastle                    | Anglie                       | Newcastle City Hall                       |
| 5. října 1987                                                                   | Nottingham                   | Anglie                       | Nottingham Rock City                      |
| 6. října 1987                                                                   | Manchester                   | Anglie                       | Manchester Apollo Theatre                 |
| 7. října 1987                                                                   | Bristol                      | Anglie                       | Colston Hall                              |
| 8. října 1987                                                                   | Londýn                       | Anglie                       | Hammersmith Odeon                         |
| Severní Amerika (předskupina skupiny Ezo)                                       |                              |                              |                                           |
| 16. října 1987                                                                  | Bay Shore                    | Spojené státy                | The Sundance                              |
| 17. října 1987                                                                  | Allentown                    | Spojené státy                | Airport Road Music Hall                   |
| 18. října 1987                                                                  | Baltimore                    | Spojené státy                | Hammerjack's                              |
| 20. října 1987                                                                  | Filadelfie                   | Spojené státy                | Trocadero Theatre                         |
| 21. října 1987                                                                  | Albany                       | Spojené státy                | Palace Theatre                            |
| 23. října 1987                                                                  | New York                     | Spojené státy                | The Ritz                                  |
| 25. října 1987                                                                  | Poughkeepsie                 | Spojené státy                | The Chance                                |
| 26. října 1987                                                                  | Providence                   | Spojené státy                | The Living Room                           |
| 27. října 1987                                                                  | Boston                       | Spojené státy                | Paradise Rock Club                        |
| 29. října 1987                                                                  | New York                     | Spojené státy                | L'Amour                                   |
| 30. října 1987                                                                  | New York                     | Spojené státy                | CBGB's                                    |
| 31. října 1987                                                                  | Syracuse                     | Spojené státy                | The Lost Horizon                          |
| 1. listopadu 1987                                                               | Washington, D.C.             | Spojené státy                | The Bayou                                 |
| Severní Amerika (předskupina skupiny Mötley Crüe)                               |                              |                              |                                           |
| 3. listopadu 1987                                                               | Mobile                       | Spojené státy                | Mobile Municipal Auditorium               |
| 4. listopadu 1987                                                               | Albany                       | Spojené státy                | Albany Civic Center                       |
| 6. listopadu 1987                                                               | Lafayette                    | Spojené státy                | Cajundome                                 |
| 7. listopadu 1987                                                               | New Orleans                  | Spojené státy                | Lakefront Arena                           |
| 8. listopadu 1987                                                               | Jackson                      | Spojené státy                | Mississippi Coliseum                      |
| 10. listopadu 1987                                                              | Huntsville                   | Spojené státy                | Von Braun Civic Center                    |
| 11. listopadu 1987                                                              | Charlotte                    | Spojené státy                | Charlotte Coliseum                        |
| 13. listopadu 1987                                                              | Savannah                     | Spojené státy                | Savannah Civic Center                     |
| 14. listopadu 1987                                                              | Columbia                     | Spojené státy                | Carolina Coliseum                         |
| 15. listopadu 1987                                                              | Greensboro                   | Spojené státy                | Greensboro Coliseum                       |
| 17. listopadu 1987                                                              | Knoxville                    | Spojené státy                | Knoxville Civic Coliseum                  |
| 18. listopadu 1987                                                              | Birmingham                   | Spojené státy                | Jefferson Civic Center                    |
| 20. listopadu 1987                                                              | Atlanta                      | Spojené státy                | Omni Coliseum                             |
| 21. listopadu 1987                                                              | Chattanooga                  | Spojené státy                | UTC Arena                                 |
| 22. listopadu 1987                                                              | Atlanta                      | Spojené státy                | Omni Coliseum                             |
| 24. listopadu 1987                                                              | Lakeland                     | Spojené státy                | Lakeland Civic Center                     |
| 25. listopadu 1987                                                              | Lakeland                     | Spojené státy                | Lakeland Civic Center                     |
| 27. listopadu 1987                                                              | Jacksonville                 | Spojené státy                | Jacksonville Coliseum                     |
| 28. listopadu 1987                                                              | Fort Myers                   | Spojené státy                | Lee County Civic Arena                    |
| 29. listopadu 1987                                                              | Pembroke Pines               | Spojené státy                | Hollywood Sportatorium                    |
| Severní Amerika (předskupina zpěváka Alice Coopera)                             |                              |                              |                                           |
| 3. prosince 1987                                                                | McAllen                      | Spojené státy                | La Villa Real Convention Center           |
| 4. prosince 1987                                                                | Dallas                       | Spojené státy                | Fair Park Coliseum                        |
| 5. prosince 1987                                                                | Houston                      | Spojené státy                | Sam Houston Coliseum                      |
| 7. prosince 1987                                                                | San Antonio                  | Spojené státy                | Cameo Theater                             |
| 11. prosince 1987                                                               | Cape Girardeau               | Spojené státy                | Show Me Center                            |
| 12. prosince 1987                                                               | Louisville                   | Spojené státy                | Louisville Gardens                        |
| 17. prosince 1987                                                               | Saint Paul                   | Spojené státy                | Roy Wilkins Auditorium                    |
| 18. prosince 1987                                                               | Chicago                      | Spojené státy                | UIC Pavilion                              |
| 19. prosince 1987                                                               | Madison                      | Spojené státy                | Dane County Veterans Memorial Coliseum    |
| 26. prosince 1987                                                               | Pasadena                     | Spojené státy                | Perkins Palace                            |
| 27. prosince 1987                                                               | Pasadena                     | Spojené státy                | Perkins Palace                            |
| 28. prosince 1987                                                               | Pasadena                     | Spojené státy                | Perkins Palace                            |
| 30. prosince 1987                                                               | Pasadena                     | Spojené státy                | Perkins Palace                            |
| 31. prosince 1987                                                               | Los Angeles                  | Spojené státy                | The Glamour                               |
| 5. ledna 1988                                                                   | Santa Monica                 | Spojené státy                | Santa Monica Civic Auditorium             |
| 14. ledna 1988                                                                  | Los Angeles                  | Spojené státy                | Coconut Teaszer                           |
| 21. ledna 1988                                                                  | Los Angeles                  | Spojené státy                | The Cathouse                              |
| 31. ledna 1988                                                                  | New York                     | Spojené státy                | The Limelight                             |
| 2. února 1988                                                                   | New York                     | Spojené státy                | The Ritz                                  |
| 4. února 1988                                                                   | Sacramento                   | Spojené státy                | Crest Theatre                             |
| 5. února 1988                                                                   | San Francisco                | Spojené státy                | The Warfield                              |
| 6. února 1988                                                                   | Fresno                       | Spojené státy                | Warnors Theatre                           |
| 8. února 1988                                                                   | San Diego                    | Spojené státy                | Montezuma Hall                            |
| 9. února 1988                                                                   | Anaheim                      | Spojené státy                | The Celebrity Theater                     |
| 10. února 1988                                                                  | Anaheim                      | Spojené státy                | The Celebrity Theater                     |
| 12. února 1988                                                                  | Phoenix                      | Spojené státy                | Celebrity Theatre                         |
| Severní Amerika (pPředskupina skupin Zodiac Mindwarp & the Love Reaction & UDO) |                              |                              |                                           |
| 26. dubna 1988                                                                  | Burlington                   | Spojené státy                | Burlington Memorial Auditorium            |
| 27. dubna 1988                                                                  | Oshkosh                      | Spojené státy                | Oshkosh Conference Hall                   |
| 29. dubna 1988                                                                  | Rockford                     | Spojené státy                | Coronado Theatre                          |
| 30. dubna 1988                                                                  | Danville                     | Spojené státy                | Danville Civic Center                     |
| 1. května 1988                                                                  | Toledo                       | Spojené státy                | Toledo Sports Arena                       |
| 3. května 1988                                                                  | Grand Rapids                 | Spojené státy                | DeVos Performance Hall                    |
| 5. května 1988                                                                  | Cleveland                    | Spojené státy                | Cleveland Music Hall                      |
| 6. května 1988                                                                  | Saginaw                      | Spojené státy                | Wendler Arena                             |
| 7. května 1988                                                                  | Detroit                      | Spojené státy                | Detroit State Theater                     |
| 9. května 1988                                                                  | New York                     | Spojené státy                | Felt Forum                                |
| 10. května 1988                                                                 | Upper Darby                  | Spojené státy                | Tower Theater                             |
| 11. května 1988                                                                 | Boston                       | Spojené státy                | Orpheum Theatre                           |
| Severní Amerika (předskupina skupiny Iron Maiden)                               |                              |                              |                                           |
| 13. května 1988                                                                 | Moncton                      | Kanada                       | Moncton Coliseum                          |
| 14. května 1988                                                                 | Halifax                      | Kanada                       | Halifax Metro Centre                      |
| 16. května 1988                                                                 | Quebec City                  | Kanada                       | Quebec Coliseum                           |
| 17. května 1988                                                                 | Montréal                     | Kanada                       | Montreal Forum                            |
| 18. května 1988                                                                 | Ottawa                       | Kanada                       | Ottawa Civic Arena                        |
| 20. května 1988                                                                 | Toronto                      | Kanada                       | CNE Stadium                               |
| 23. května 1988                                                                 | Winnipeg                     | Kanada                       | Winnipeg Arena                            |
| 25. května 1988                                                                 | Edmonton                     | Kanada                       | Northlands Coliseum                       |
| 27. května 1988                                                                 | Calgary                      | Kanada                       | The Saddledome                            |
| 30. května 1988                                                                 | Vancouver                    | Kanada                       | Pacific Coliseum (2 vystoupení)           |
| 31. května 1988                                                                 | Spokane                      | Spojené státy                | Spokane Coliseum                          |
| 1. června 1988                                                                  | Seattle                      | Spojené státy                | Seattle Coliseum                          |
| 3. června 1988                                                                  | Salt Lake City               | Spojené státy                | Salt Palace                               |
| 5. června 1988                                                                  | Mountain View                | Spojené státy                | Shoreline Amphitheatre                    |
| 6. června 1988                                                                  | Sacramento                   | Spojené státy                | Cal Expo Amphitheatre                     |
| Warm-up show                                                                    |                              |                              |                                           |
| 9. června 1988                                                                  | Phoenix                      | Spojené státy                | The Celebrity Theater                     |
| 10. června 1988                                                                 | Phoenix                      | Spojené státy                | The Celebrity Theater                     |
| Severní Amerika (předskupina skupiny Aerosmith)                                 |                              |                              |                                           |
| 17. července 1988                                                               | Hoffman Estates              | Spojené státy                | Poplar Creek Music Theater                |
| 19. července 1988                                                               | Richfield                    | Spojené státy                | Richfield Coliseum                        |
| 20. července 1988                                                               | Wheeling                     | Spojené státy                | Wheeling Civic Center                     |
| 22. července 1988                                                               | Cape Girardeau               | Spojené státy                | Show Me Center                            |
| 24. července 1988                                                               | Dallas                       | Spojené státy                | Starplex Amphitheater                     |
| 26. července 1988                                                               | Bonner Springs               | Spojené státy                | Sandstone Amphitheater                    |
| 27. července 1988                                                               | Ames                         | Spojené státy                | Hilton Coliseum                           |
| 29. července 1988                                                               | East Troy                    | Spojené státy                | Alpine Valley Music Theatre               |
| 30. července 1988                                                               | Mears                        | Spojené státy                | Val Du Lakes Amphitheater                 |
| 1. srpna 1988                                                                   | Cincinnati                   | Spojené státy                | Riverbend Music Center                    |
| 2. srpna 1988                                                                   | Indianapolis                 | Spojené státy                | Market Square Arena                       |
| 4. srpna 1988                                                                   | Filadelfie                   | Spojené státy                | The Spectrum                              |
| 5. srpna 1988                                                                   | Filadelfie                   | Spojené státy                | The Spectrum                              |
| 6. srpna 1988                                                                   | Saratoga Springs             | Spojené státy                | Saratoga Performing Arts Center           |
| 7. srpna 1988                                                                   | Middletown                   | Spojené státy                | Orange County Fairgrounds Stadium         |
| 9. srpna 1988                                                                   | Weedsport                    | Spojené státy                | Weedsport Speedway                        |
| 11. srpna 1988                                                                  | Clarkston                    | Spojené státy                | Pine Knob Music Theatre                   |
| 12. srpna 1988                                                                  | Clarkston                    | Spojené státy                | Pine Knob Music Theatre                   |
| 13. srpna 1988                                                                  | Clarkston                    | Spojené státy                | Pine Knob Music Theatre                   |
| 16. srpna 1988                                                                  | East Rutherford              | Spojené státy                | Giants Stadium                            |
| 17. srpna 1988                                                                  | Columbia                     | Spojené státy                | Merriweather Post Pavilion                |
| Monsters of Rock                                                                |                              |                              |                                           |
| 20. srpna 1988                                                                  | Castle Donington             | Anglie                       | Donington Park                            |
| Severní Amerika                                                                 |                              |                              |                                           |
| 24. srpna 1988                                                                  | Mansfield                    | Spojené státy                | Great Woods Amphitheater                  |
| 25. srpna 1988                                                                  | Mansfield                    | Spojené státy                | Great Woods Amphitheater                  |
| 26. srpna 1988                                                                  | Mansfield                    | Spojené státy                | Great Woods Amphitheater                  |
| 28. srpna 1988                                                                  | Thornville                   | Spojené státy                | Buckeye Lake Music Center                 |
| 30. srpna 1988                                                                  | Wilkes-Barre                 | Spojené státy                | Pocono Downs                              |
| 31. srpna 1988                                                                  | Pittsburgh                   | Spojené státy                | Pittsburgh Civic Arena                    |
| 2. září 1988                                                                    | Antioch                      | Spojené státy                | Starwood Amphitheatre                     |
| 3. září 1988                                                                    | St. Louis                    | Spojené státy                | St. Louis Arena                           |
| 8. září 1988                                                                    | Concord                      | Spojené státy                | Concord Pavilion                          |
| 9. září 1988                                                                    | Sacramento                   | Spojené státy                | Cal Expo Amphitheater                     |
| 10. září 1988                                                                   | Mountain View                | Spojené státy                | Shoreline Amphitheater                    |
| 12. září 1988                                                                   | Chandler                     | Spojené státy                | Compton Terrace                           |
| 14. září 1988                                                                   | Costa Mesa                   | Spojené státy                | Pacific Amphitheatre                      |
| 15. září 1988                                                                   | Costa Mesa                   | Spojené státy                | Pacific Amphitheatre                      |
| 17. září 1988                                                                   | Irving                       | Spojené státy                | Texas Stadium                             |
| Asie                                                                            |                              |                              |                                           |
| 4. prosince 1988                                                                | Tokio                        | Japonsko                     | NHK Hall                                  |
| 5. prosince 1988                                                                | Ósaka                        | Japonsko                     | Osaka Festival Hall                       |
| 7. prosince 1988                                                                | Tokio                        | Japonsko                     | Nakano Sun Plaza Hall                     |
| 9. prosince 1988                                                                | Tokio                        | Japonsko                     | NHK Hall                                  |
| 10. prosince 1988                                                               | Tokio                        | Japonsko                     | Budokan                                   |
| Oceánie                                                                         |                              |                              |                                           |
| 14. prosince 1988                                                               | Melbourne                    | Austrálie                    | Melbourne Sports and Entertainment Centre |
| 15. prosince 1988                                                               | Melbourne                    | Austrálie                    | Melbourne Sports and Entertainment Centre |
| 17. prosince 1988                                                               | Sydney                       | Austrálie                    | Sydney Entertainment Centre               |
| 19. prosince 1988                                                               | Auckland                     | Nový Zéland                  | Mount Smart Stadium                       |
| Severní Amerika (předskupina skupiny The Rolling Stones)                        |                              |                              |                                           |
| 18. října 1989                                                                  | Los Angeles                  | Spojené státy                | Los Angeles Memorial Coliseum             |
| 19. října 1989                                                                  | Los Angeles                  | Spojené státy                | Los Angeles Memorial Coliseum             |
| 21. října 1989                                                                  | Los Angeles                  | Spojené státy                | Los Angeles Memorial Coliseum             |
| 22. října 1989                                                                  | Los Angeles                  | Spojené státy                | Los Angeles Memorial Coliseum             |